# Yoga Hosers
Yoga Hosers es una película estadounidense de terror y comedia, escrita y dirigida por Kevin Smith. Es un spin-off del film de terror de Smith Tusk, protagonizada por Johnny Depp junto a su hija Lily-Rose Depp y la hija de Smith, Harley Quinn Smith. Es la segunda en la trilogía True North creada por Smith y tuvo su estreno mundial el 24 de enero de 2016 en el Festival de Cine de Sundance de 2016. En Estados Unidos, fue estrenada recién el 2 de septiembre de 2016 por Invincible Pictures.

## Reparto
- Lily-Rose Depp como Colleen Collette.
- Harley Quinn Smith como Colleen McKenzie.
- Johnny Depp como Guy LaPointe.
- Vanessa Paradis como Sra. Maurice, la profesora de historia de la escuela secundaria.
- Austin Butler como Hunter Calloway, un chico popular de la secundaria y objeto del afecto de Colleen McKenzie.
- Tyler Posey como Gordon Greenleaf, el mejor amigo de Hunter.
- Jennifer Schwalbach como Sra. McKenzie, madre de Colleen McKenzie.
- Justin Long como Yogi Bayer, un gurú de yoga y mentor de Colleens.
- Ralph Garman como Andronicus Arcane.
- Haley Joel Osment como Adrien Arcand.
- Génesis Rodríguez como Sra. Wicklund, la profesora de educación física de la escuela secundaria.
- Sasheer Zamata como Director Invincible.
- Harley Morenstein como Toilet Paper Man.
- Tony Hale como Bob Collette.
- Natasha Lyonne como Tabitha.
- Adam Brody como Ichabod.
- Jason Mewes como Rogue Cop.
- Kevin Smith como The Bratzis.
- Kevin Conroy (cameo)
- Stan Lee (cameo)

## Producción
Después de estrenar Tusk, Smith dijo que había escrito una película spin-off llamada Yoga Hosers, que contaría con el elenco de Tusk. En agosto de 2014 se reveló que Yoga Hosers sería una película de acción y aventuras, y la segunda en la trilogía True North. Incluyendo a todo el elenco de Tusk, la película es protagonizada por la hija de Depp, Lily-Rose, y la hija de Smith, Harley Quinn. Tony Hale, Natasha Lyonne, Austin Butler, Adam Brody, Tyler Posey, y Jason Mewes también forman parte del reparto. Starstream Entertainment financió y produjo la película, mientras que XYZ Films sólo la produjo. En septiembre de 2014 se reveló que Haley Joel Osment y Génesis Rodríguez habían sido incluidos en la película. Más tarde se reveló que Kevin Smith interpretaría a un bratzi. El escritor de cómics Stan Lee hizo un cameo en la película, su segundo vez en una película de Kevin Smith, después de la película de 1995 Mallrats.

### Rodaje
El 20 de agosto de 2014 Smith tuiteó que el rodaje había comenzado, y el 18 de septiembre de 2014, afirmó en SModcast que había realizado el rodaje de las tres cuartas partes de la película, y que la terminaría en el último trimestre, una vez que Depp estuviese disponible. La fotografía principal concluyó en enero de 2015.